# حکیم (رمان)
حکیم یا پزشک (انگلیسی: The Physician) نام کتابی است اثر «نوآ گوردون» که در ۷ آگوست سال ۱۹۸۶ در آمریکا و توسط انتشارات سایمون شوستر منتشر گشت. فروش کتاب پزشک در آمریکا با موفقیت چندانی روبه رو نبود، اما در اروپا و به ویژه در آلمان و اسپانیا چندین بار به عنوان پرفروش‌ترین کتاب منتخب شد. داستان این کتاب سرگذشت پسری مسیحی و اهل بریتانیا به نام راب کول (انگلیسی: Rob Cole است که تمامی اروپا را سفر می‌کند تا به ایران که در آن زمان مهد دانش‌های گوناگون است برسد و در اصفهان و به عنوان یکی از شاگردان پور سینا به یادگیری پزشکی بپردازد. به دلیل استقبال بسیار از این کتاب حق ساختن فیلم بر اساس کتاب پزشک چندین بار به فروش رسیده است.
انتشارات روشنگران و مطالعات زنان این کتاب را با نام "کتاب حکیم" به زبان فارسی ترجمه و منتشر کرده است.و مترجم آن طاهره صدیقیان است.